# Serua
Serua (indonesisch Pulau Serua) ist eine der indonesischen Barat-Daya-Inseln in der Bandasee.

## Geographie
Serua liegt östlich der Damarinseln, zwischen Timor und Neuguinea. Ihre Fläche beträgt 6,52 km². Zusammen mit ihren südwestlichen Nachbarn Teun und Nila bilden die drei Inseln mit ein paar kleinen Eilanden den Subdistrikt (Kecamatan) Teun Nila Serua. Dieser gehört zum Regierungsbezirk (Kabupaten) Maluku Tengah, Provinz Maluku. Nila, Teun und Serua gehören zum inneren Bandabogen, einer Inselkette vulkanischen Ursprungs.
Westlich liegen vor der Küste Seruas die kleinen Inseln Kekeh-Besar (Groß-Kekeh) und Kekeh-Ketjil (Klein-Kekeh). Zwischen Serua und Nila befindet sich die kleine Insel Nil Desperandum.
Auf Serua liegt der aktive Schichtvulkan Serua (Legatala) mit 641 m Höhe. Gemessen vom Meeresgrund sind es sogar 3600 m. Der Hauptgipfel heißt Wuarlapna. 1921 brach der Vulkan das letzte Mal aus. Allerdings entweichen ständig vulkanische Gase aus dem Krater. Am Nordstrand der Insel finden sich heiße Quellen.

## Bevölkerung
Im Westen liegt das Desa (Dorf) Trana (530 Einwohner, Zählung 2010), an der Nordküste Lesluru (451) und an der Ostküste Waru (1.021). Die lokale Sprache Serua gehört zur Sprachgruppe Teun-Nila-Serua (TNS), wobei Serua und Nila sich mehr ähneln, als die dritte Sprache Teun.